# Aser
Segons el Gènesi, Aser (en hebreu אשר בן-יַעֲקֹב Āšēr ben Yahăqōb) és el segon fill de Jacob i l'esclava Zilpà. És el vuitè dels dotze fills de Jacob i patriarca de la tribu d'Aser.
Aser va ser un dels delators del seu germà Rubèn, perquè va explicar al seu pare Jacob que Rubèn s'havia allitat amb l'esclava Bilhà, com feia el seu pare. Així, Aser es va enemistar amb els seus germans.
Aser es casà, segons les tradicions jueves, dos cops. La primera amb una dona anomenada Adon, descendent del seu besoncle Ismael.
El segon casament el va fer amb una vídua de nom Hadurà, que li donà diversos fills:
- Imnà
- Ixvà
- Ixví
- Berià, pare de: 
  - Hèber, que va ser el pare de:
    - Jaflet, pare de:
      - Passac
      - Bimhal
      - Aixvat

    - Xèmer, pare de:[3]
      - Ahí
      - Rohgà
      - Hubà
      - Aram

    - Hotam
    - Xuà, filla d'Hèber

  - Malquiel, que al seu torn va ser pare de:
    - Birzait
- Sèrah, l'única filla.[4]

Sèrah, una descendent directe d'Aser va ser qui, segons la Bíblia, mostrà a Moisès on estaven dipositades les despulles del patriarca Josep per tal que poguessin ser tretes d'Egipte i enterrades a Nablús, tal com aquell volia.
Un dia Aser, juntament amb els seus germans envejosos de Josep, el van vendre a un mercader d'esclaus ismaelita que anava a Egipte i van dir al seu pare que havia estat mort per una fera.
Quan hi va haver temps de sequera, baixà amb els seus germans a Egipte per comprar aliments. Allà van trobar el regent del país, qui els confessà que era el seu germà Josep i els perdonà a tots. Aleshores la família s'instal·là a Egipte.